# Ambulyx citrona
Ambulyx citrona är en fjärilsart som beskrevs av James John Joicey och William James Kaye 1917. Ambulyx citrona ingår i släktet Ambulyx och familjen svärmare. Inga underarter finns listade i Catalogue of Life.